# 三宝街道 (曲靖市)
三宝街道，是中华人民共和国云南省曲靖市麒麟区下辖的一个街道办事处。
2013年10月20日，云南省人民政府批复同意撤销三宝镇，设立三宝街道。

## 行政区划
三宝街道下辖以下地区：
三宝社区、雷家庄社区、何旗社区、雅户社区、五联社区、温泉社区、兴龙村、张家营村、鸡汤村、黄旗村、长坡村和青峰村。